# 데이터 관리
데이터 관리(영어: data management, 데이터 매니지먼트)는 데이터를 가치있는 리소스로 관리하는 것과 관련한 모든 분야를 이룬다.

## 기업 데이터 품질 관리
기업 데이터 품질 관리(Corporate Data Quality Management, CDQM)은 다음의 활동 분야를 이룬다.:
- 기업 데이터 품질에 대한 전략(Strategy for Corporate Data Quality)
- 기업 데이터 품질 제어(Corporate Data Quality Controlling)
- 기업 데이터 품질 조직화(Corporate Data Quality Organization)
- 기업 데이터 품질 프로세스 및 방식(Corporate Data Quality Processes and Methods)
- 기업 데이터 품질에 대한 데이터 구조(Data Architecture for Corporate Data Quality)
- 기업 데이터 품질에 대한 응용(Applications for Corporate Data Quality)

## 같이 보기
- 데이터 자원 관리

## 참조
1. ↑  EFQM ; IWI-HSG: EFQM Framework for Corporate Data Quality Management. Brussels : EFQM Press, 2011. - Forthcoming.